# Поляне-при-Мирній Печі
Поляне-при-Мирній Печі (словен. Poljane pri Mirni Peči) — поселення в общині Мирна Печ, регіон Південно-Східна Словенія, Словенія.